# Witiges

Map van de eerste fase van de Gotische oorlog, 535–540

Witiges († ca. 542) was koning van de Ostrogoten van 536 tot 540.

## Geschiedenis
Hoewel hij niet tot het Gotische koningshuis van de Amali behoorde (hij was trouwens helemaal niet van hoge komaf) werd hij na de door hem bevolen moord op koning Theodahad gekroond als koning. Wellicht speelde zijn militaire ervaring hierbij een rol. Om zijn koningschap enige legitimeit te bezorgen, huwde hij Mathesuntha, kleindochter van Theodorik de Grote.

Toen Witiges de troon betrad bevonden de Goten zich midden in hun strijd tegen Byzantium: Belisarius, generaal van het Oost-Romeinse Rijk voerde op dat moment een succesvolle campagne in Zuid-Italië. Witiges was in eerste instantie succesvol tegen de oprukkende Oost-Romeinen, maar werd vernietigend verslagen bij een poging Rome te heroveren op Byzantium. Volgens Procopius van Caesarea stuurde Witiges vervolgens een verzoek aan Khosrau I van de Sassaniden om het Oost-Romeinse Rijk aan te vallen, waardoor hijzelf ontlast zou worden. Chosrau voldeed inderdaad aan het verzoek maar de aanval op Byzantium kwam voor Witiges te laat. Belisarius wist zonder enige strijd Ravenna in te nemen: verblijfplaats van Witiges.
Hij en zijn vrouw Mathesuntha werden gevangengenomen en naar Constantinopel gevoerd. Witiges werd daar overigens respectvol behandeld. Door Justinianus I werd hij tot patricius benoemd en ontving een ruim salaris. Na zijn dood trouwde Mathesuntha met een neef van Justinianus I, de patriciër Germanus.
Achiulf · Alatheus · Athalarik  · Andag · Amalasuntha · Athanarik · Erarik · Ermanarik · Ildibad · Odotheus . Radegast · Safrax · Teia · Theodahad · Theodorik de Grote · Theodorik de Oudere · Thiudimir · Totila · Valamir · Videricius · Vidimir · Vithimiris · Witiges